# イニィーゴ・クエスタ
イニィーゴ・クエスタ（Íñigo Cuesta、1969年6月2日 - ）は、スペイン、ブルゴス県ビリャルカヨ出身の自転車競技（ロードレース）選手。

## 経歴
1994年、エウスカディ（現 エウスカルテル・エウスカディ）と契約を結びプロ転向。
- ブエルタ・ア・エスパーニャ初出場、総合15位。

1996年、オンセに移籍。
- ツール・ド・フランス初出場。

1998年
- バスク一周総合優勝。

2000年
- ドーフィネ・リベレ区間1勝。

2001年、コフィディスに移籍。
- ブエルタ・ア・エスパーニャ総合13位。

2004年、サウニエル・ドゥバル＝プロディール（現 ジェオックス・TMC）に移籍。
- カタルーニャ一周山岳賞。

2006年、チームCSCに移籍。
- ジロ・デ・イタリア初出場、総合52位。

2009年、サーヴェロ・テストチームに移籍。
2011年、カハ・ルラルに移籍。